# Eric Weik

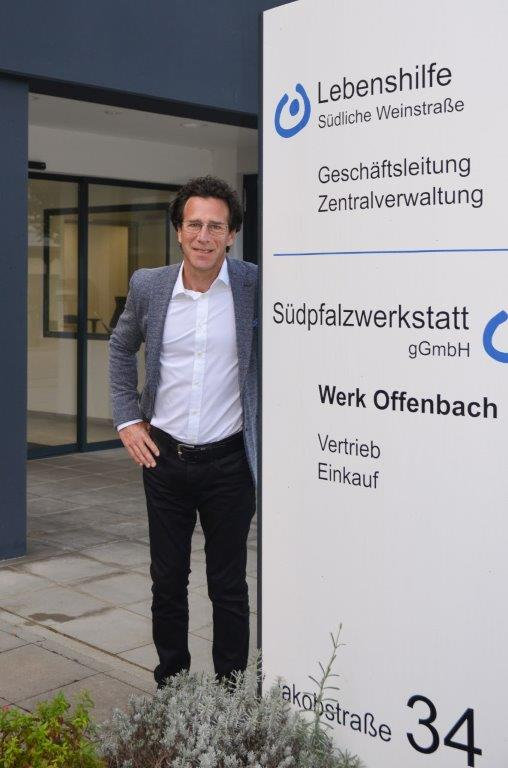
Eric Weik (2024)

Eric Weik (* 2. November 1970 in Stuttgart) ist ein deutscher Manager, ehemaliger Hauptgeschäftsführer der Industrie- und Handelskammer Mittleres Ruhrgebiet und ehemaliger Bürgermeister der nordrhein-westfälischen Stadt Wermelskirchen.

## Leben und Wirken
Im April 2015 wurde Weik von der Vollversammlung der IHK Mittleres Ruhrgebiet zum Hauptgeschäftsführer bestellt. Am 2. November 2015 übernahm Weik diese Aufgabe. Er entwickelte eine neue Organisationsstruktur, die seit 2017 umgesetzt wird.
Von 2017 bis 2021 war Weik Vorsitzender des „Vereins zur Unterstützung der Qualifizierung und Ausbildung von Zugewanderten (QuAZ)“, ein breites gesellschaftliches Bündnis in den Städten Bochum, Herne, Witten und Hattingen, das von Weik in den vorangegangenen Monaten initiiert wurde und Zugewanderten die Integration in den Ausbildungs- und Arbeitsmarkt ermöglichen will. Aus diesem Bündnis hat sich ein „Sprach- und Qualifizierungszentrum für Zugewanderte“ entwickelt, das im September 2017 in der früheren Opel-Ausbildungswerkstatt in Bochum seine Arbeit aufgenommen hat. In den vergangenen drei Jahren haben dort etwa 1500 Frauen und Männer mit Zuwanderungshintergrund eine Einstiegsqualifikation für eine Ausbildung oder einen Job bekommen. Gleichzeitig wird im QuAZ mit starker Differenzierung deutsche Sprache und deutsche Kultur vermittelt als wichtige Bausteine der Integration.
Seit 2022 leitete Eric Weik bei der Bechtle Systemhaus Holding AG "Public Sector Digital", eine Einheit, die sich mit der inhaltlichen Digitalisierung der öffentlichen Hand auf Bundes-, Landes- und auf kommunaler Ebene beschäftigt.
Seit 2024 ist Eric Weik Hauptamtlicher Vorstand der Lebenshilfe Südliche Weinstraße und Geschäftsführer der Südpfalzwerkstatt gGmbH, der Lebenshilfe inklusive Arbeitsplätze Südpfalz gGmbH. der Konrad-Lerch-Wohnheim gGmbH, der Offene Hilfen gGmbH und der Inklusionskindergarten Südpfalz gGmbH. Auch hier hat er mit seinen Mitarbeitenden einen großen Veränderungsprozess angestoßen. Unter dem Titel Flug LH 2036 hat sich die Lebenshilfe Südliche Weinstraße zum Ziel gesetzt, „noch besser zu werden für die Menschen, die unsere Unterstützung benötigen, verlässlich für unsere Geschäftspartner, ein herausragender Arbeitgeber auf der Höhe der Zeit und viel mehr“.

## Beruflicher Werdegang
Weik machte sein Abitur in Stuttgart und studierte in Tübingen und Bonn Rechtswissenschaften.
Nach dem Ersten juristischen Staatsexamen erhielt er 2001 das Diplom der Rechtswissenschaften an der Bonner Friedrich-Wilhelms-Universität.
In Reutlingen sammelte er über mehrere Jahre erste berufliche Erfahrungen als Assistent der Geschäftsleitung einer Textilfirma. Als Projektmanager und Prokurist wechselte er 2000 zu einer mittelständischen medizinischen Beratungsfirma in Köln, die er von 2002 bis 2004 als Alleingeschäftsführer leitete.
Nebenbei war er als Vorstandsmitglied im Verein zur Linderung sozialer und menschlicher Not in den neu entstehenden osteuropäischen Demokratien e.V. (NOD) tätig, für den er unter anderem Hilfsgütertransporte nach Rumänien plante und durchführte.

## Bürgermeisteramt
Eric Weik, der einige Jahre im Bundesvorstand der Jungen Liberalen saß, stellte sich im Herbst 2004 der Wahl zum Bürgermeister der Stadt Wermelskirchen. Mit deutlicher Mehrheit konnte er sich dabei als gemeinsamer Kandidat der Fraktionen von FDP, Bürgerforum, WNK und UWG gegen den Amtsinhaber durchsetzen. Am 11. Oktober 2004 übernahm er das Amt.
Zur Kommunalwahl am 30. August 2009 stellte er sich erneut zur Wahl. Wieder als gemeinsamer Kandidat von FDP, Bürgerforum und WNK wurde er mit einem Ergebnis von 62,5 Prozent ein zweites Mal zum Bürgermeister gewählt. Am 25. Februar 2015 erklärte er seinen Verzicht auf eine erneute Kandidatur.